# 위버모르겐
위버모르겐 또는 위버모르겐닷컴(영어: UBERMORGEN.COM)은 1995년 lizvlx와 루치우스 베른하르트가 결성한 예술가 집단이다. 스위스, 오스트리아, 미국을 기반으로 활동하고 있다. 두 예술가 모두 쾰른 미디어아트 아카데미에서 교수로 활동한다.

## 작품

### NAZI~LINE
《나치~라인》은 독일 내 신나치주의 추종자의 사회화를 돕기 위한 정부 정책이라고 홍보된 가공의 헬프라인이다. 함께 작업에 참여한 독일의 영화감독 크리스토프 쉴링겐지에프는 윌리엄 셰익스피어의 고전 《햄릿》을 현대적으로 재해석한 연극을 선보였는데, 실제로 나치주의 운동에 가담했던 인물을 배우로 등장시켰다. 작품은 중립국 지위를 획득한 스위스의 우파 극단주의를 직접적으로 비판해 많은 화제를 불러일으켰다. 스위스의 우파 정당 SVP는 이에 대한 해명을 요구하기도 했다.

### TORTURE CLASSICS
《TORTURE CLASSICS》는 가공의 음악 앨범과 퍼모먼스 형태로 발표된 작품이다. 저스틴 비버의 Baby와 원더걸스의 2 Different Tears와 같은 음악이 수록되었다. 퍼포먼스는 대한민국 안산시 대부도에 위치한 경기창작센터에서 열렸으며, 지정된 인물이 24시간 동안 강제로 노래를 듣는 형식이었다. 작품 설명은 퍼포먼스가 벌어진 대부도의 한 고아원에서 일본 제국군이 고문 행위를 벌였다는 점을 명시하고 있다.

## 경력
위버모르겐은 조르주 퐁피두 센터, 모마 PS1, 뉴 뮤지엄, 광주 비엔날레에서 전시에 참여하고 서펜타인 미술관과 휘트니 미술관에서 작품 제작을 의뢰받았다. 영감의 원천으로 람슈타인, 서맨사 폭스, XXX텐타시온, 올란자핀과 LSD, KFC의 코코넛 새우와 빈의 사회 운동을 꼽았다.

## 수상
- TORTURE CLASSICS, 스위스 아트 어워드 (2011년)
- EKMRZ-Trilogy, ARCO/BEEP 어워드 (2009년)
- Amazon Noir, IBM 어워드 (2007년)
- Vote-Auction, 아르스 일렉트로니카 우수상 (2005년)
- GWEI – Google Will Eat Itself, 아르스 일렉트로니카 특별언급상 (2005년)
- Injunction Generator, 아르스 일렉트로니카 특별언급상 (2003년)
- etoy/digital hijack, 아르스 일렉트로니카 골든 니카 (1996년)

## 주해
1. ↑  이는 선감학원을 말하는 것으로 추정된다.